# Benetton B201
Benetton B201 je Benettonov dirkalnik Formule 1, ki je bil v uporabi v sezoni 2001, ko sta z njim dirkala Giancarlo Fisichella in Jenson Button. B201 je bil eden najmanj uspešnih Benettonovih dirkalnikov, saj sta dirkača osvojila le tri uvrstitve v točke, peto mesto Buttna in četrto mesto Fisichelle na Veliki nagradi Nemčije ter tretje mesto Fisichelle na Veliki nagradi Belgije. Skupno je to pomenilo le sedmo mesto v konstruktorskem prvenstvu z desetimi točkami, kar je tudi glavni razlog, da je to zaenkrat zadnji Benettonov dirkalnik Formule 1, saj je Benetton po koncu sezone prodal svoje moštvo Formule 1 Renaultu.

## Popolni rezultati Formule 1
(legenda) (Odebeljene dirke pomenijo najboljši štartni položaj)
| Leto | Moštvo   | Motor       | Gume | Dirkača              | 1   | 2   | 3   | 4   | 5   | 6   | 7   | 8   | 9  | 10  | 11 | 12  | 13  | 14  | 15  | 16  | 17  | Toč | Prv |
| ---- | -------- | ----------- | ---- | -------------------- | --- | --- | --- | --- | --- | --- | --- | --- | -- | --- | -- | --- | --- | --- | --- | --- | --- | --- | --- |
| 2001 | Benetton | Renault V10 | M    |                      | AVS | MAL | BRA | SMR | ŠPA | AVT | MON | KAN | EU | FRA | VB | NEM | MAD | BEL | ITA | ZDA | JAP | 10  | 7.  |
| 2001 | Benetton | Renault V10 | M    | Giancarlo Fisichella | 13  | Ret | 6   | Ret | 14  | Ret | Ret | Ret | 11 | 11  | 13 | 4   | Ret | 3   | 10  | 8   | 17  | 10  | 7.  |
| 2001 | Benetton | Renault V10 | M    | Jenson Button        | 14  | 11  | 10  | 12  | 15  | Ret | 7   | Ret | 13 | 16  | 15 | 5   | Ret | Ret | Ret | 9   | 7   | 10  | 7.  |